# Gara Saligny Grupa Est
Gara Saligny Grupa Est este o gară care deservește comuna Saligny, județul Constanța, România.